# Új Nyíregyháza Városi Stadion
Az új Városi Stadion Szabolcs-Szatmár-Bereg vármegye multifunkcionális komplexuma, melyet 2024-ben adtak át. Az új komplexum 8200 néző befogadására képes, itt rendezik a Nyíregyháza Spartacus FC hazai mérkőzéseit.

## Története
2020. szeptember 26-án bejelentették, hogy megkezdődhet az új stadion tervezése. Az új stadion befogadóképessége 8150 lesz.
2021 májusában az Épkar Zrt. és a Wetland Generál Kft. aláírta a szerződést a stadion építésére vonatkozó engedélyek megszerzésére, a stadion tervezésének befejezésére és az építkezés előkészítésére.
2021 júniusában bejelentették, hogy a Nyíregyháza a Balmazújvárosban játssza a mérkőzéseit a stadion átadásáig. 
2022. február 11-én megkezdődött az új stadion építése. Kovács Ferenc, Nyíregyháza polgármestere elmondta, hogy az új stadion az UEFA 3-as kategóriás stadion lesz.
Első hazai mérkőzését 2024. augusztus 25-én a Fehérvár ellen játszotta a csapat az új stadionban.